# 엘리사 우가
엘리사 우가(이탈리아어: Elisa Uga, 1968년 2월 27일~)는 이탈리아의 전직 펜싱 선수로 주 종목은 에페이다. 1996년 하계 올림픽에서 여자 에페 단체전 은메달을 획득했으며 세계 선수권 대회에서 은메달 1개 ,동메달 4개를 획득했다.